# Carquefou
Carquefou (bretonsko Kerc'hfaou) je severovzhodno predmestje Nantesa in občina v francoskem departmaju Loire-Atlantique regije Loire. Leta 2012 je naselje imelo 18.398 prebivalcev.

## Geografija
Kraj leži v pokrajini Bretaniji ob reki Erdre, 10 km od središča Nantesa.

## Uprava
Carquefou je sedež istoimenskega kantona, v katerega so poleg njegove vključene še občine Mauves-sur-Loire, Sainte-Luce-sur-Loire in Thouaré-sur-Loire s 43.354 prebivalci (v letu 2012)
Kanton Carquefou je sestavni del okrožja Nantes.

## Zanimivosti
- dvorec Château de la Seilleraye iz 17. in 18. stoletja, francoski zgodovinski spomenik od leta 1994,
- dvorec Château de Maubreuil iz leta 1815, naslednik nekdanjega gradu, uničenega med francosko revolucijo,
- neogotska cerkev sv. Petra in Pavla iz druge polovice 19. stoletja,
- na ozemlju občine se delno nahaja naravni rezervat Tourbière de Logné, ustanovljen januarja 2011, vključen v evropsko omrežje varstvenih območij Natura 2000.

## Pobratena mesta
- Alella (Katalonija, Španija),
- Eersel (Severni Brabant, Nizozemska),
- Racoviţa (Transilvanija, Romunija).